# Phymactis kuekenthali
Phymactis kuekenthali is een zeeanemonensoort uit de familie Actiniidae.
Phymactis kuekenthali is voor het eerst wetenschappelijk beschreven door Pax in 1910.